# Novafroneta gladiatrix
Novafroneta gladiatrix är en spindelart som beskrevs av A. David Blest 1979. Novafroneta gladiatrix ingår i släktet Novafroneta och familjen täckvävarspindlar. Inga underarter finns listade i Catalogue of Life.